# Muxá

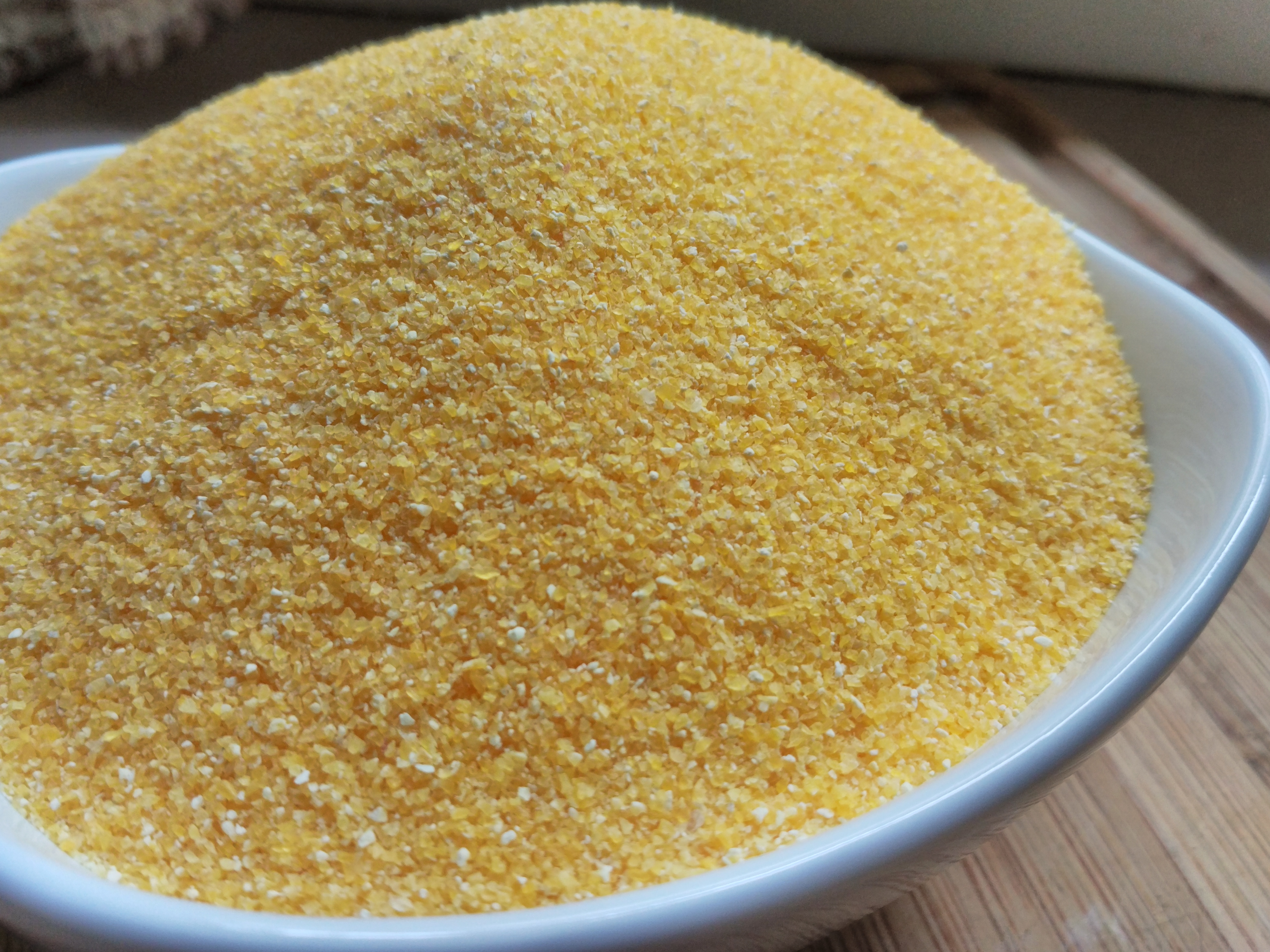
Farinha de milho

Muxá, também conhecido como muxá capixaba, lelê, xerém doce ou doce de canjiquinha é um doce típico da culinária brasileira feito a base de grãos de milho triturados grosseiramente (chamado de quirera, xerém ou canjiquinha), açúcar, coco (ralado e leite de coco) e leite. É especialmente apreciado na Região Nordeste, mais especificamente na Bahia, e Espírito Santo.
Tem o aspecto de um bolo granuloso e úmido. Possui um gosto semelhante ao do cuscuz de tapioca, principalmente por causa do uso de coco na receita.